# Giovane Scuola
Giovane Scuola (o Giovine Scuola) è il nome dato ad un gruppo di operisti italiani emergenti a cavallo tra il penultimo e l'ultimo decennio del XIX secolo.
I rappresentanti più importanti furono Giacomo Puccini, Pietro Mascagni, Ruggero Leoncavallo, Umberto Giordano, Francesco Cilea, Alfredo Catalani, Pietro Floridia ed Alberto Franchetti. Alcuni vi includono anche Don Lorenzo Perosi, nonostante quest'ultimo abbia scritto solo musica sacra.
La definizione, nata a livello giornalistico ed entrata rapidamente nell'uso comune, intendeva sottolineare un elemento di discontinuità rispetto alla tradizione operistica dell'Ottocento.
La storiografia musicale più aggiornata ha recuperato tale categoria soprattutto allo scopo di sganciare questo gruppo di artisti dall'etichetta di compositori veristi, considerando che solo alcune delle loro opere rientrano in quest'ambito estetico.
| Controllo di autorità | Europeana agent/base/75407 |